# Socorro do Piauí
Socorro do Piauí é um município brasileiro do estado do Piauí.
A cidade se emancipou de São João do Piauí em 27 de dezembro de 1962 e teve como seu primeiro prefeito, nesse mesmo ano, José Francisco Paes Landim.

## Geografia
Localiza-se a uma latitude 07º51'56" sul e a uma longitude 42º29'29" oeste, estando a uma altitude de 191 metros. Sua população estimada em 2004 era de 4.488 habitantes.